# 108 stupas
Le groupe des  108 stupas (chinois : 一百零八塔 ; pinyin : Yībǎilíngbā Tǎ) est un monument bouddhiste constitué d'un alignement de stupas en 12 rangées de 1, 2×3, 2×5, 7, 9, 11, 13, 15, 17, 19 stupas formant un triangle sur le flanc d'une colline dominant la rive ouest du fleuve Jaune à 20 km de Qingtongxia dans la région autonome de Ningxia en Chine. Initialement construit sous les Xia occidentaux (1032-1227) à l'intérieur d'un temple, il a depuis lors été plusieurs fois rénové.
Un tel groupe de pagodes est unique dans l'architecture chinoise. Le nombre 108 se réfère probablement aux 108 corps du Dharma (Dharmakaya) rapportés dans le Sutra de la couronne de diamant. La succession de nombres impairs dans les rangées est aussi considérée comme étant favorable.

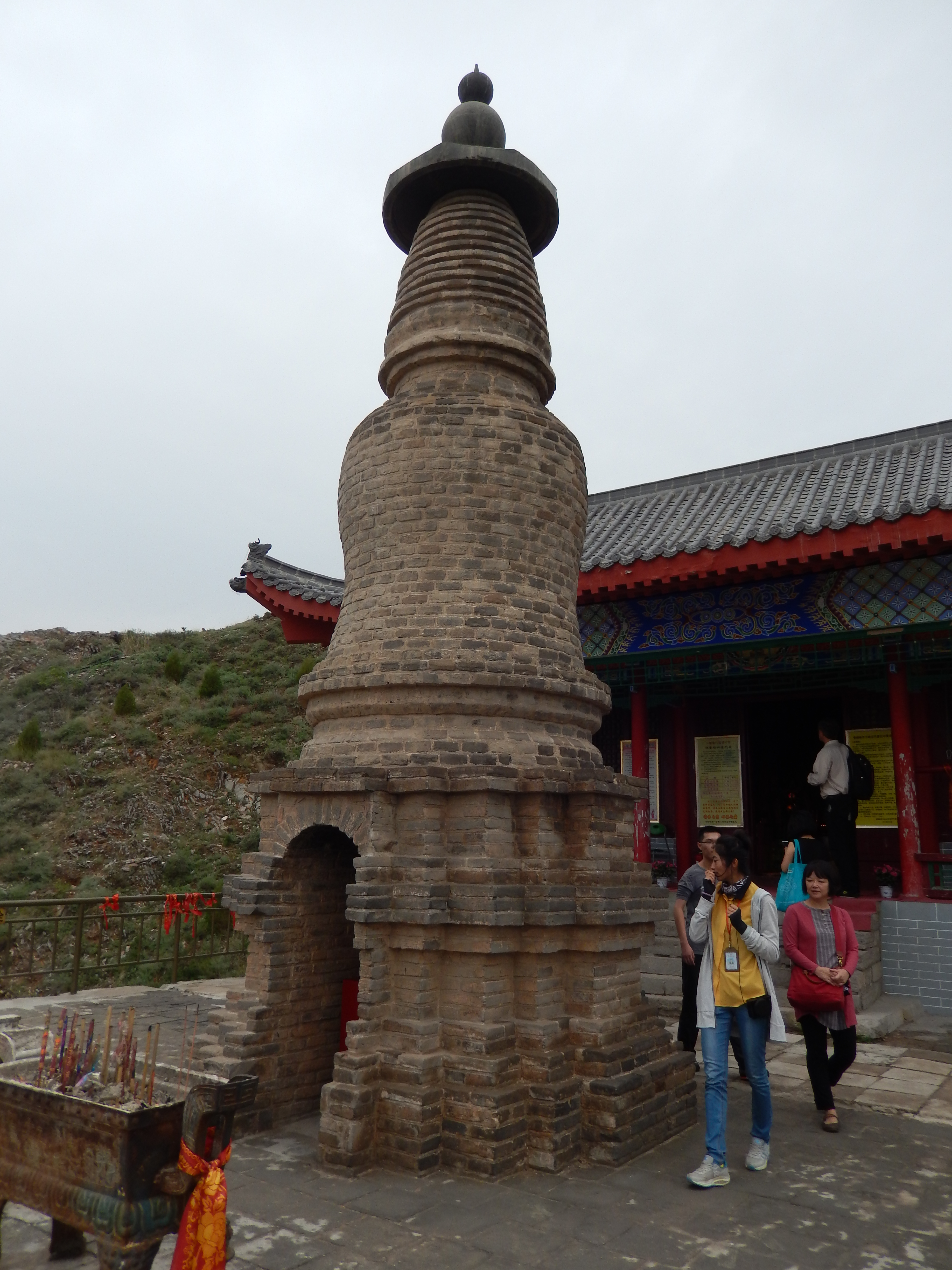
Le stupa sommital

Construits en brique, les stupas ont une hauteur de 2 à 2,5 m pour un diamètre de 1,9 à 2,1 m. À la suite de la rénovation de 1987, ils sont à nouveau surmontés d'une voute et d'un épi de faîtage. 
Les stupas de la première rangée et celui du sommet s'appuient sur une base en ratha, les autres ont une base octogonale. Chacun est légèrement différent.
Ils reposent sur une plateforme de 5 m de hauteur pour 54 m de large. Le sommet du triangle se trouve 31,82 m plus haut et est occupé par un stupa de plus grande taille (5,04 m de haut 3,08 de diamètre) avec une ouverture à l'est menant à une statue bouddhique et une boîte pour des offrandes.  
Les travaux de 1987 ont permis la découverte de plusieurs objets parmi lesquels des stupas miniatures en argile, des plaquettes votives (tsha-tsha), des peintures sur soie bouddhistes et des fragments de sutras et de textes bouddhistes écrits en tangoute.
Les 108 stupas sont inscrits sur la liste des monuments de la république populaire de Chine depuis 1988 (3-155) et le site a été développé pour former une attraction touristique majeure.

Objets découverts sur le site
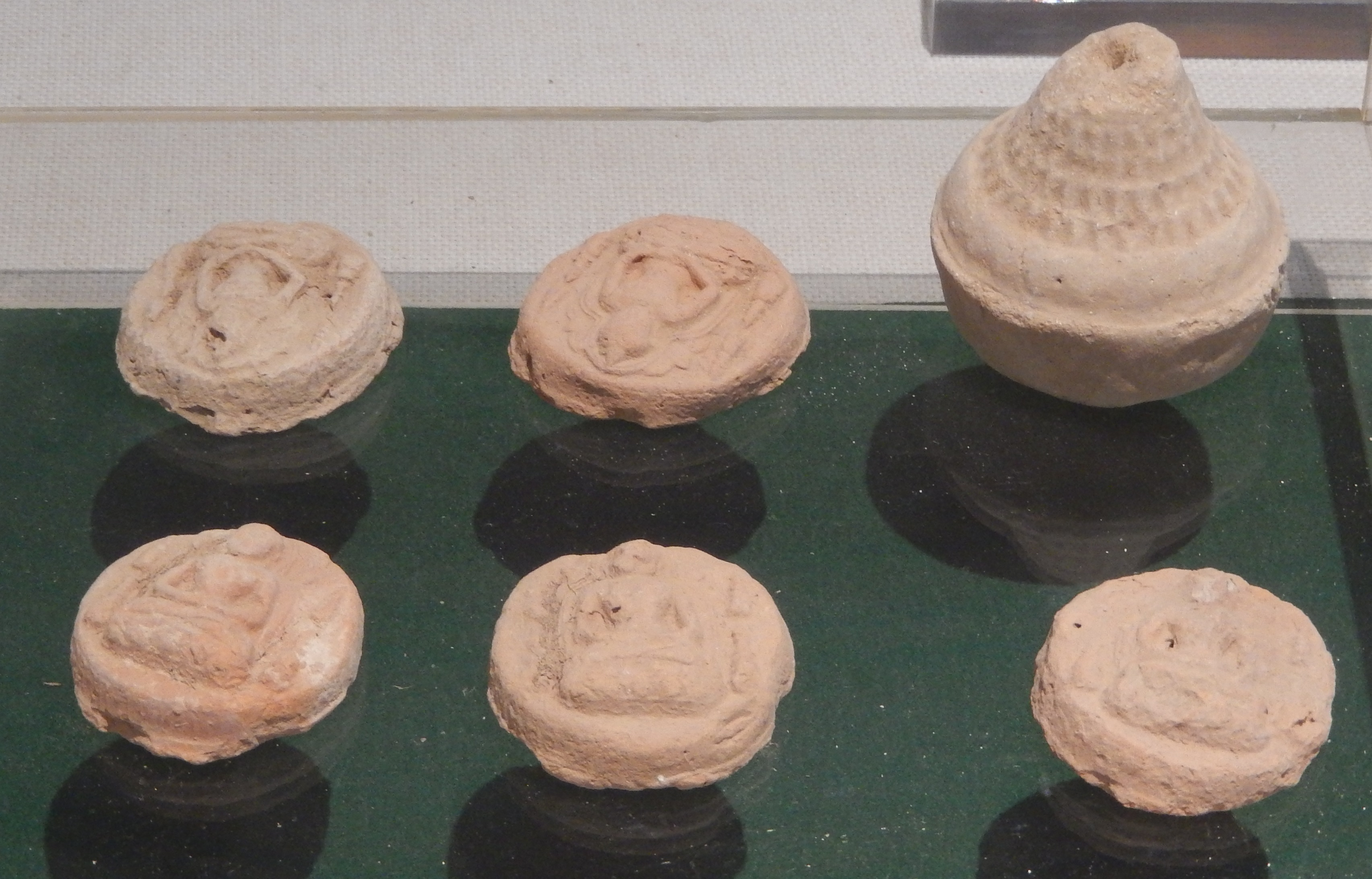
Plaquettes votives et stupa miniature.
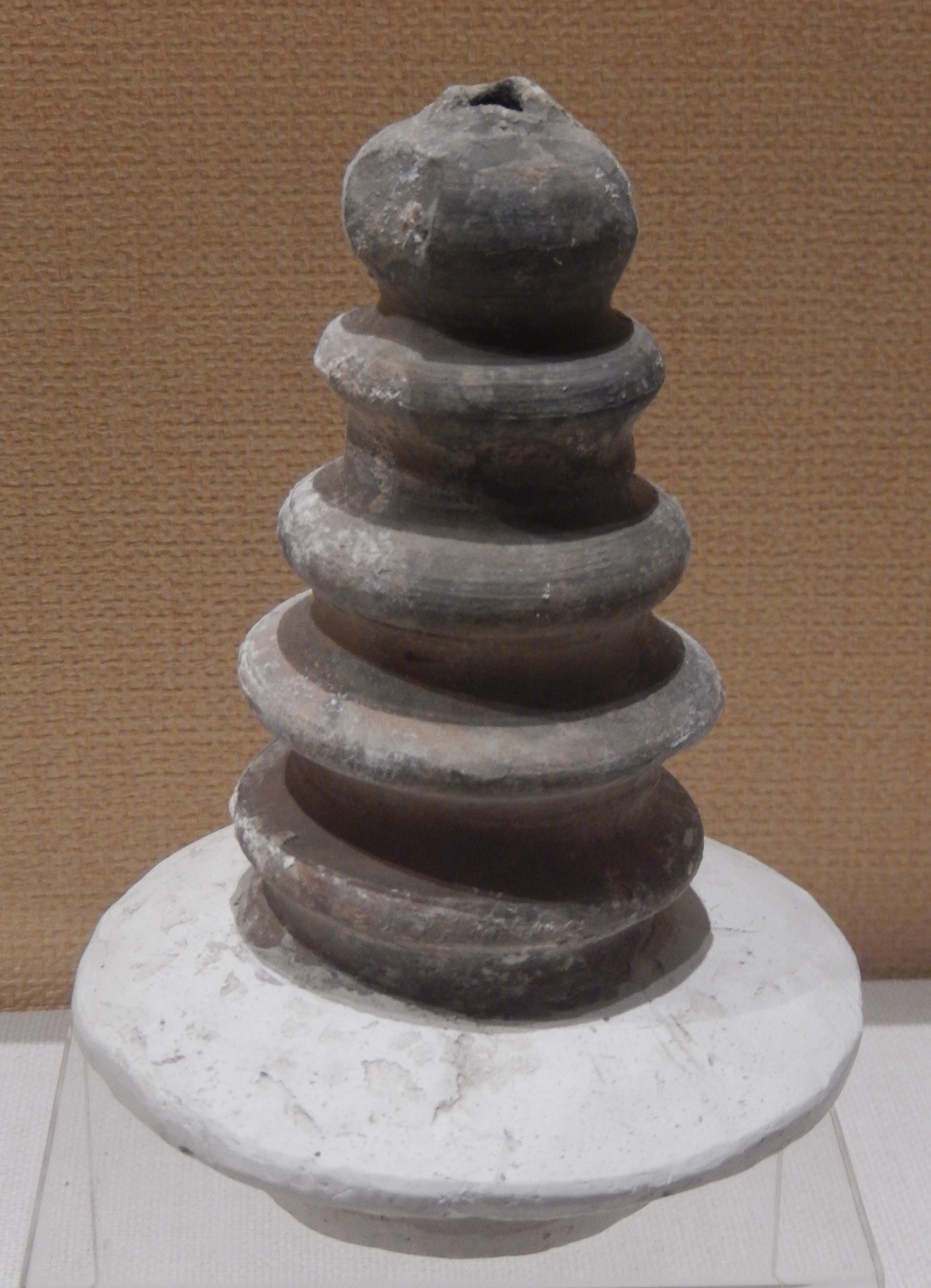
Épi de faitage du stupa n° 101.
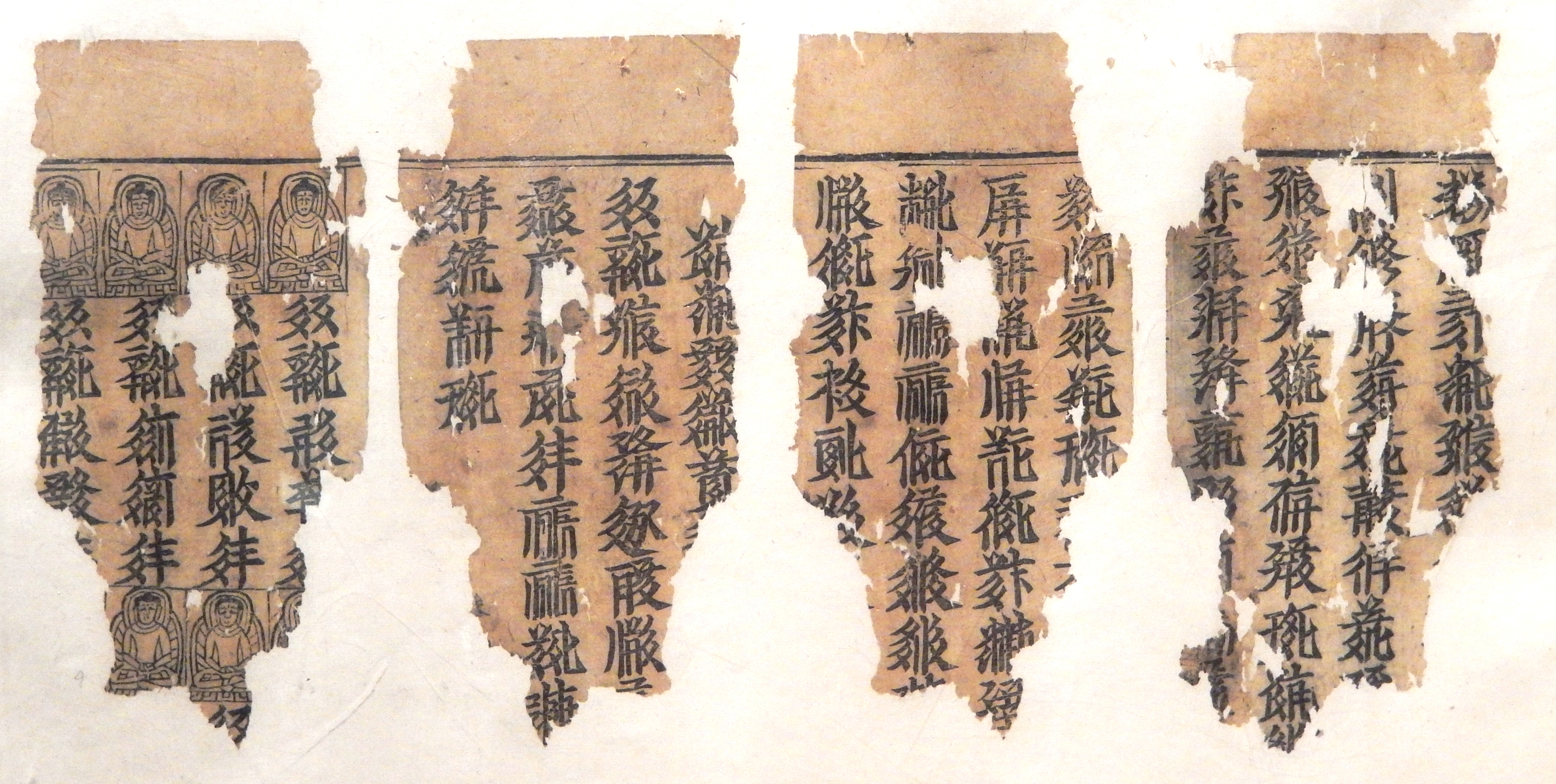
Fragments de la version tangoute des Mille noms du Bouddha du présent (musée de Ningxia (en))[3].